# 史丹佛山站
史丹佛山站（英語：Stamford Hill railway station）是位於倫敦東北部哈克尼區史丹佛山的一座車站。現在史丹佛山是倫敦地上鐵的車站，位於倫敦第3收費區。一般史丹佛山站每小時有兩列火車到恩菲爾德鎮，每小時有兩列到火車到切森特，每小時有四列火車到倫敦利物浦街。

## 外部連結
- 列车时刻表及车站信息：史丹佛山站，来自英国铁路官方网站